# Paraphaenodiscus
Paraphaenodiscus is een geslacht van vliesvleugeligen uit de familie Encyrtidae. De wetenschappelijke naam van dit geslacht is voor het eerst geldig gepubliceerd in 1915 door Girault.

## Soorten
Het geslacht Paraphaenodiscus omvat de volgende soorten:
- Paraphaenodiscus africanus Prinsloo, 1976
- Paraphaenodiscus ceroplastodesi (Risbec, 1951)
- Paraphaenodiscus chrysocomae Prinsloo, 1976
- Paraphaenodiscus indicus Singh & Agarwal, 1993
- Paraphaenodiscus monawari Bhuiya, 1998
- Paraphaenodiscus munroi Prinsloo, 1976
- Paraphaenodiscus murgabicus Myartseva, 1980
- Paraphaenodiscus niger Prinsloo, 1976
- Paraphaenodiscus paralis Prinsloo & Mynhardt, 1982
- Paraphaenodiscus parus (Girault, 1915)
- Paraphaenodiscus pavoniae Risbec, 1951
- Paraphaenodiscus pedanus Prinsloo & Mynhardt, 1982
- Paraphaenodiscus ramamurthyi Hayat & Badruddin, 2008
- Paraphaenodiscus rizicola (Risbec, 1956)
- Paraphaenodiscus sugonjaevi Myartseva, 1980
- Paraphaenodiscus verus Girault, 1915
- Paraphaenodiscus wundti (Girault, 1915)